# Suemus tibelliformis
Suemus tibelliformis är en spindelart som beskrevs av Simon 1909. Suemus tibelliformis ingår i släktet Suemus och familjen snabblöparspindlar.
Artens utbredningsområde är Vietnam. Inga underarter finns listade i Catalogue of Life.